# E.J. van den Broecke-de Man
Engelina Johanna van den Broecke-de Man (Yerseke, 4 juli 1898 – Middelburg, 16 september 1998) was een Nederlands politicus en letterkundige. Ze wordt in de regel vermeld als E.J. van den Broecke-de Man.

## Leven en werk
Engelina de Man, Lien voor intimi, was een dochter van de onderwijzers Marinus Anthonij de Man en Julia Carolina Scheepens. Omdat haar vader als schoolhoofd op verschillende plaatsen werd aangesteld, verhuisde het gezin geregeld. Toen De Man drie jaar was, werd een afwijking aan haar heup geconstateerd. Ze heeft haar hele leven last gehad met lopen. Ze ging niet naar de lagere school, maar kreeg les van haar moeder en privéonderwijs. Ze wilde als tiener toch naar school en werd toegelaten tot het derde leerjaar van de hbs. In Groningen volgde ze een cursus letterkunde bij Herman Poort. Ze kreeg het advies letteren te gaan studeren, maar koos voor wis- en natuurkunde aan de Universiteit van Amsterdam. Ze brak haar studie af toen ze in 1918 trouwde met Constant Marie van den Broecke (1894-1965). Hij was tuinbouwkundige, fruitteler en dijkgraaf van het Vrije van Sluis. Het stel kreeg vier kinderen en woonde met het gezin in huize Ceres in Aardenburg.

### Politieke en bestuurlijke activiteiten
Naar eigen zeggen rolde Van den Broecke-de Man de politiek in, omdat haar man vanwege andere verplichtingen geen plaats kon nemen in de gemeenteraad en men vond dat zij dat dan wel kon doen. Ze werd in 1923 lid van de gemeenteraad van Aardenburg. Ze kwam in de raad voor Gemeentebelang en sloot zich vervolgens aan bij de Vrijzinnig-Democratische Bond (VDB). Vanaf 1931 was ze korte tijd wethouder, ter vervulling van een opengevallen vacature. Ze was voor de Tweede Wereldoorlog een aantal keren kandidaat voor de Tweede Kamer. Na de oorlog ging de VDB op in de Partij van de Arbeid (PvdA) en was was ze van 1946 tot 1966 lid van de Provinciale Staten van Zeeland. In 1958 werd Van den Broecke-de Man benoemd tot ridder in de Orde van Oranje-Nassau. Begin 1964 nam ze -na veertig jaar- afscheid van de gemeentelijke politiek en werd bij die gelegenheid benoemd tot ereburgeres van Aardenburg. In 1967 was ze de hoofdpersoon in Dit is uw leven, een radioprogramma van de VARA met presentatrice Letty Kosterman.

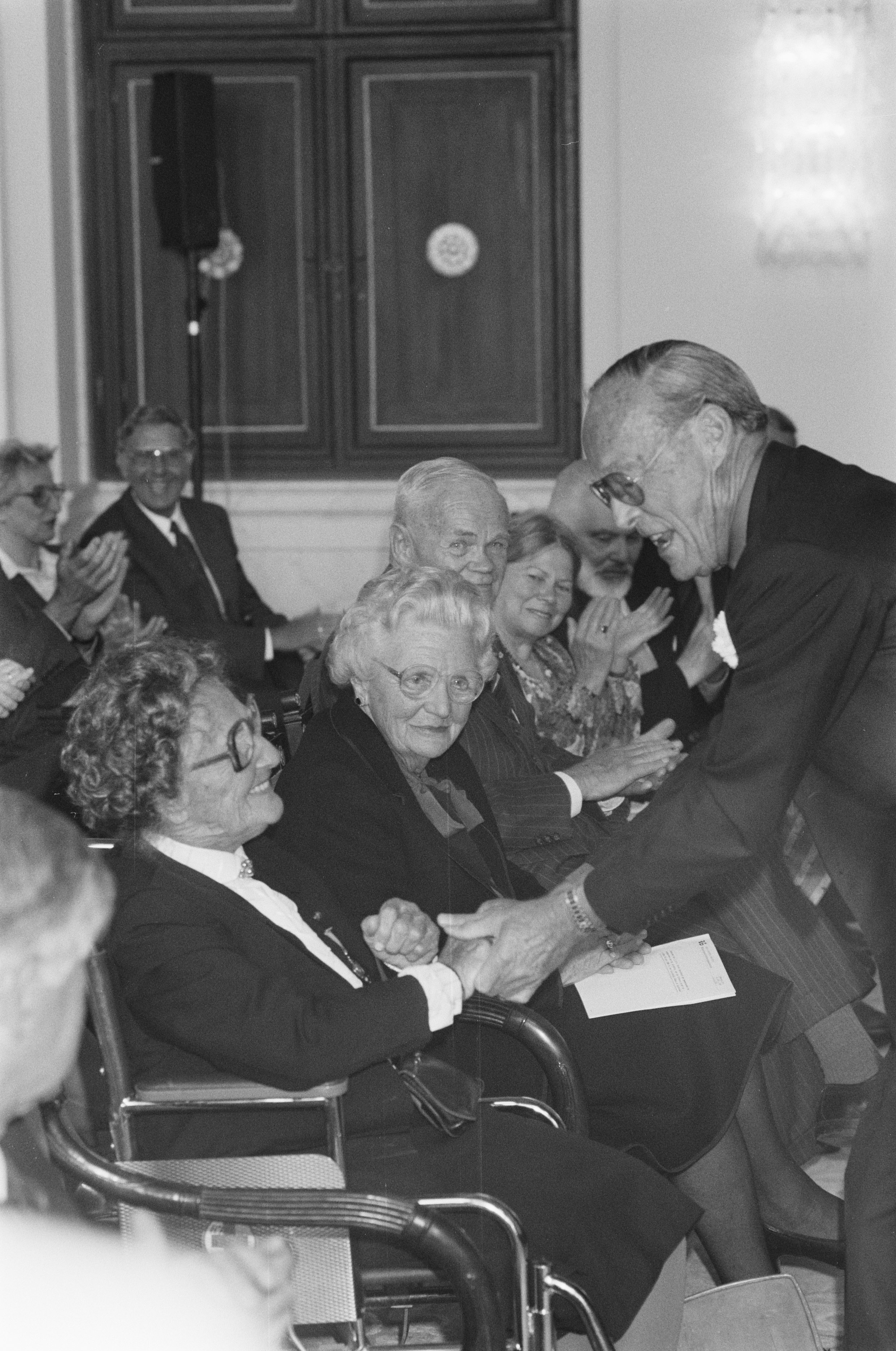
Van den Broecke-de Man ontvangt een Zilveren Anjer van prins Bernhard (1988), naast haar zit koningin Juliana.

Van den Broecke-de Man was actief in de vrouwenbeweging en bekleedde bestuursfuncties bij de Onderlinge Vrouwenbescherming, de Zeeuwse Vrouwenraad, de Nationale Vrouwenraad en de Internationale Vrouwenraad. In 1947 publiceerde ze het boekje Laat Zeeland niet verdrinken, waarin ze de benarde situatie sinds de oorlog in haar regio beschreef en de Nederlandse bevolking en regering opriep in actie te komen. In een reactie hierop omschreef W.H. Posthumus-van der Goot haar als "de bezielde en bewogen vertolkster van de hemeltergende moeilijkheden, die de vrouwen in het vergeten en geteisterde land van Zeeuwsch West Vlaanderen dagelijks - dat is nu meer dan 2 maal 365 - aan moeten kunnen. Ze was verder nog lid van de Vereniging Tesselschade, bestuurslid van de Aardenburgse afdeling van de Jongeren Vredes Actie, lid van de Provinciale Commissie voor oorlogs- of vredesgedenktekens en bestuurslid van de Zeeuwse Culturele Raad. 
Naast haar politieke en bestuurlijke activiteiten schreef Van den Broecke-de Man een aantal kinderoperettes en zangspelen. Ze trad vijftig jaar op als voordrachtskunstenaar, niet alleen in Nederland, maar ook bij Nederlandse verenigingen in Brussel en Parijs. Ze was daarnaast lekenpreker bij de Vereniging van Vrijzinnig Hervormden, gaf lezingen bij de Maatschappij tot Nut van 't Algemeen, de Nederlandsche Vereeniging van Huisvrouwen en Nederlandse Bond van Boerinnen en andere Plattelandsvrouwen en sprak meerdere keren voor de AVRO-radio. In 1974 ontving ze uit handen van commissaris der koningin Jan van Aartsen de Zeeuwse prijs voor Kunsten en Wetenschappen "Voor haar vele en veelzijdige activiteiten en grote verdiensten voor het culturele leven in Zeeland in de ruimste zin".

### Zeeuwse dialecten
Nadat ze haar voorzitterschap bij de Zeeuwse Culturele Raad had neergelegd, werd de 79-jarige Van den Broecke-de Man in 1977 secretaris van de Zeeuwse Vereniging voor Dialectonderzoek. Ze stortte zich op onderzoek naar de Zeeuwse dialecten en bracht de vereniging tot bloei. Ze startte een reeks regioboeken over de dialecten van de verschillende Zeeuwse Eilanden en verzamelde Zeeuwse kinderversjes en volksliederen voor een bundel. In 1988 ontving ze uit handen van prins Bernhard een Zilveren Anjer, onder meer voor haar werk op het gebied van Zeeuwse cultuur en dialecten. In zijn toespraak zei de prins dat haar boeken een forse impuls hebben gegeven aan de dialectstudie. In 1996 werd ze benoemd tot erelid van de vereniging.
Van den Broecke-de Man overleed in 1998, op 100-jarige leeftijd.

## Enkele publicaties
- E.J. van den Broecke-de Man, Juffertje Hap, kinderzangspel in drie bedrijven voor soli, spreekstem, koor en piano. Schiedam, 1930.
- E.J. van den Broecke-de Man, Marieke's speelgoed. Kinderzangspel. Schiedam: H.A.M. Roelants, 1931.
- E.J. van den Broecke-de Man, Als de klokken luiden. Kinderzangspel in drie bedrijven, 1931.
- E.J. van den Broecke-de Man, Laat Zeeland niet verdrinken!. Aardenburg, 1947. Met een voorwoord van A.M. Boissevain-van Lennep en M.C. Bouwmeester.
- E.J. van den Broecke-de Man, J.H. Kluiver en B. Oele, Kinderversjes en volksliederen uit Zeeland. Middelburg: Zeeuwse Vereniging voor Dialectonderzoek, 1979.
- E.J. van den Broecke-de Man, Dialect in West-Zeeuwsch-Vlaanderen. Groede, 1978.
- E.J. van den Broecke-de Man en M. Dieleman, Dialect in het Land van Axel. Terneuzen, 1981.
- E.J. van den Broecke-de Man en J.L. Eggermont, Dialecten in Oost-Zeeuwsch-Vlaanderen. Kloosterzande, 1982.
- E.J. van den Broecke-de Man en L. Eikenhout, Dialect op Noord-Beveland. Kruiningen, 1984.
- E.J. van den Broecke-de Man en J.A. van Gilst, Dialect op Zuid-Beveland. Kruiningen, 1985.
- E.J. van den Broecke-de Man en A.A. Krijger-Goedegebuure, Dialect op Tholen en St.-Philipsland. Kruiningen, 1986.
- E.J. van den Broecke-de Man en A. Francke, Dialect op Walcheren. Kruiningen, 1987.
- E.J. van den Broecke-de Man, D.K. Soldaat-Poortvliet en P. Heerschap, Dialect op Goeree-Overflakkee. Ouddorp, 1988.